# Foon (platenpromotieblad)
Foon was een maandelijks gratis platenpromotieblad dat in de eerste helft van de jaren 60 in Nederland verscheen. In het blad werden overzichten gegeven van singles die uitgebracht waren. Rubrieken hadden namen als "meesters van de melodie" (over klassieke uitgaven), "opera: bekende aria's en koren", "teenager-muziek", "schlager-parade", "Nederlandse successen" en "onze hit-parade", waarbij verschillende doelgroepen werden bediend. De prijs van de single werd meestal vermeld.
De uitgever van Foon stuurde vanaf 27 mei 1960 wekelijkse hitlijsten naar het Amerikaanse muziekblad Billboard, dat ze publiceerde in de rubriek Hits of the World. Op 29 juli 1960 werd de naam van de uitgever en dientengevolge van de hitlijst gewijzigd in Fonorama. Opmerkelijk genoeg werden de Top 20-lijsten niet afgedrukt in het eigen blad Foon. Het kwam regelmatig voor dat er geen lijsten aangeleverd werden. Billboard volstond dan met het publiceren van de vorige lijst of plaatste die week helemaal geen Nederlandse lijst. Desondanks wordt de lijst beschouwd als de eerste wekelijkse hitparade van Nederland. De eerste nummer 1-hit in de Foon-hitparade was Milord van Corry Brokken. Met 16 weken op nummer 1 is Milord, samen met Paradiso van Anneke Grönloh, het nummer dat tot heden het langst op de eerste plaats heeft gestaan in een Nederlandse hitlijst; echter alleen Paradiso stond 16 weken aaneengesloten op de eerste plaats. Op 22 mei 1961 verscheen de laatste hitlijst van Fonorama in het Amerikaanse tijdschrift. Het platenpromotieblad Platennieuws stelde vanaf 19 juni 1961 de hitparade voor Billboard samen en bracht de lijst terug tot 10 noteringen.